# Gyrocarpus
A Gyrocarpus a babérvirágúak (Laurales) rendjébe, ezen belül a Hernandiaceae családjába tartozó nemzetség.

## Előfordulásuk
A Gyrocarpus-fajok a Föld egyes trópusi részein fordulnak elő. Az Amerikákban Mexikó északi részétől Közép-Amerikán keresztül, egészen Kolumbiáig és Venezueláig találhatók meg; továbbá elszigetelve Brazília legkeletibb részén is. Afrika legnyugatibb részein, déli felének északi részén, valamint Kelet-Afrikában fordulnak elő. Madagaszkáron, Indiában és Srí Lankán is jelen vannak. Ausztrálázsiában, Délkelet-Ázsiától és a Fülöp-szigetektől kezdve Indonézia egyes szigetein és Pápua Új-Guineán keresztül Ausztrália északi és nyugati részéig lelhetők fel.

## Rendszerezés
A nemzetségbe az alábbi 5 faj tartozik:
- Gyrocarpus americanus Jacq. - típusfaj
- Gyrocarpus angustifolius (Verdc.) Thulin
- Gyrocarpus hababensis Chiov.
- Gyrocarpus jatrophifolius Domin
- Gyrocarpus mocinoi Espejo